# Аполлодор Дамаський
Аполлодор Дамаський (близько 60 — близько 130) — давньогрецький архітектор та урбаніст, придворний будівничий імператорів Траяна та Адріана. Головна праця Аполлодора — Форум Траяна у Римі, Траянів міст на Дунаї біля Залізних Воріт.

## Життєпис
Народився в Дамаску, Римська Сирія, арамей за походженням. Був улюбленцем Траяна, для якого побудував міст через Дунай (довжина понад 1 км) для кампанії 105—106 років в Дакії. Він також спроектував форум і колону Траяна в Римі, крім інших, менших проектів. Колона Траяна, розміщена в центрі однойменного форуму, відома як перший тріумфальний монумент такого виду. Аполлодор також спроєктував тріумфальну арку Траяна в Беневенто і Анконі.
Аполлодор Дамаський вважається творцем римського Пантеону та мосту Алконетар в Іспанії. У 106 році завершив або відновив Одеон Доміціана, будівництво якого було розпочато на Марсовому полі у часи Доміціана. Він також написав наукову працю «Облогові механізми» (грец. Πολιορκητικά), яку присвятив Адріану.
За часів правління Адріана, якого він образив насмішкою над його діяльністю в ролі артиста і архітектора (за плани імператора Адріана для храму Венери), Аполлодор був засланий і незабаром, будучи звинуваченим у вигаданих злочинах, засуджений до смерті (Діон Кассій, LXIX, 4). Кілька моментів у цій історії не узгоджуються, тож багато науковців заперечують її історичну достовірність, наприклад, Р. Т. Ріддлі у роботі «Аполлодор з Дамаска» (1989).
На честь Аполлодора названий кратер на Меркурії.

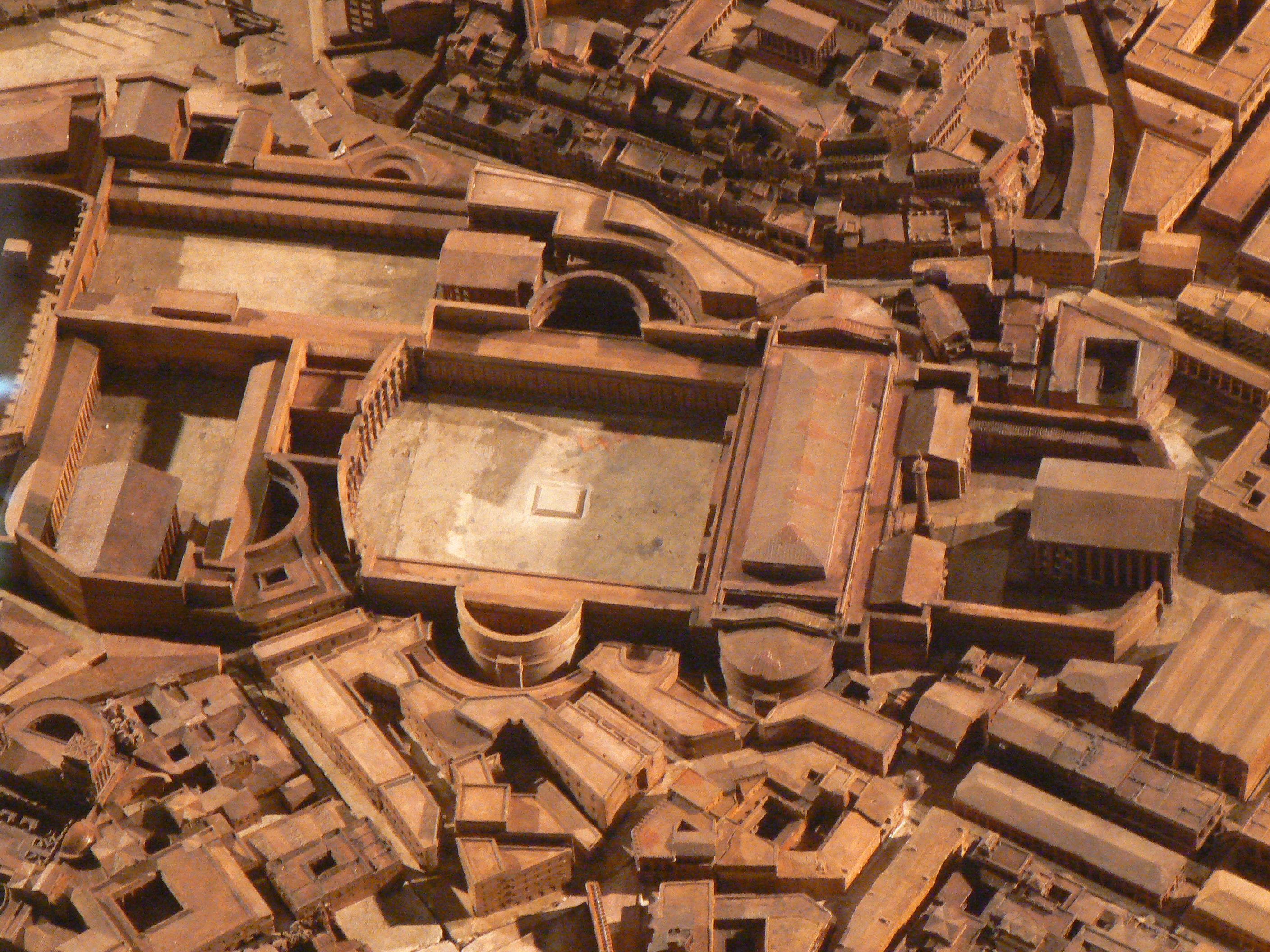
Форум Траяна
Колона Траяна
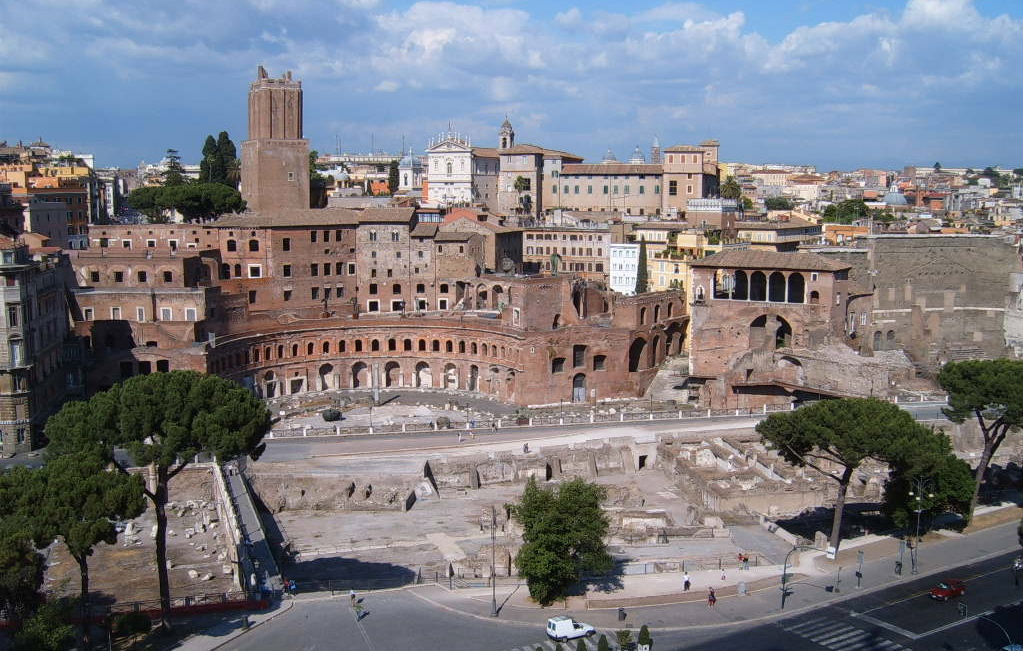
Ринок Траяна
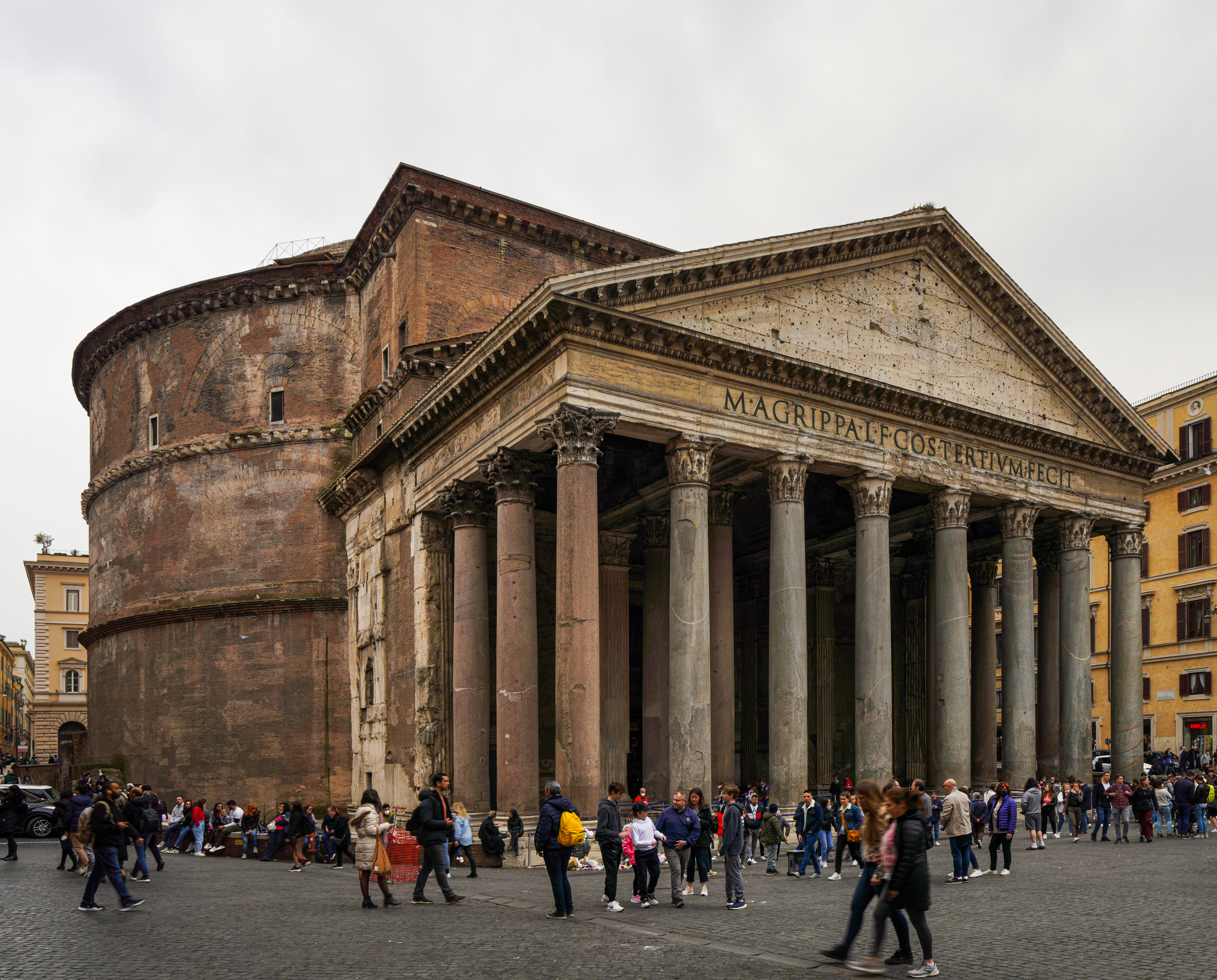
Римський пантеон
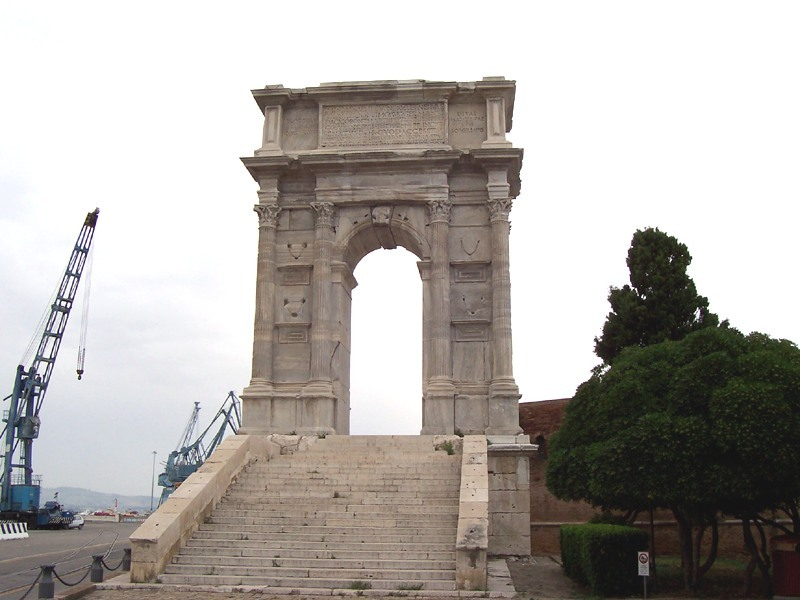
Арка Траяна в Анконо
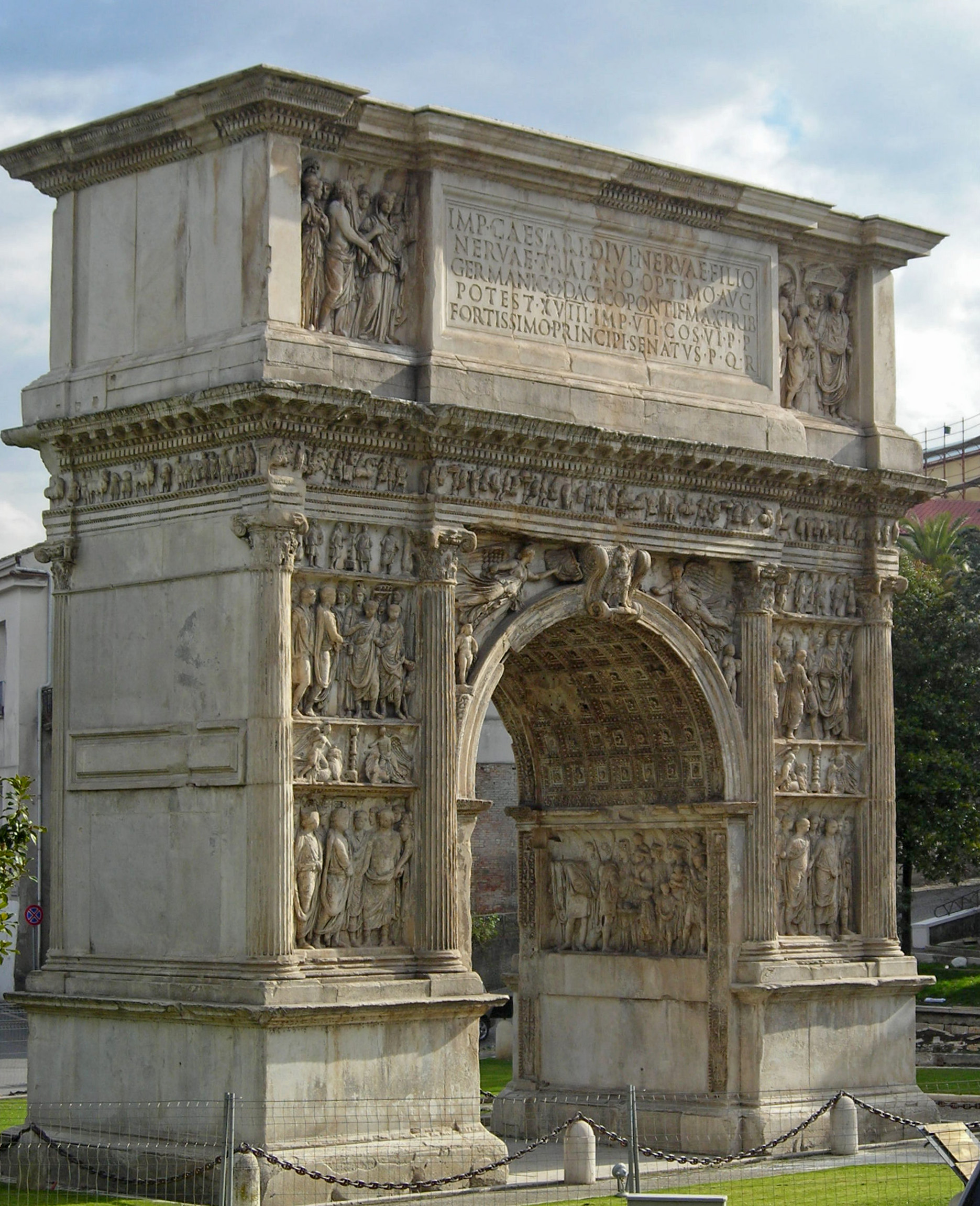
Арка Траяна в Беневенто